# Дорогобужский детинец
Дорогобужский детинец — детинец древнерусского Дорогобужа на Волыни, столицы удельного Дорогобужского княжества в составе Волынского княжества и главного центра Погорынья.

## Описание
Располагался на мысовидном выступе высокого коренного левого берега реки Горыни при впадении в неё ручья. Площадь первоначального детинца составляла 1,7 га. С южной напольной стороны он был защищён валом и рвом. Несколько параллельных рвов защищали въезд на детинец с северо-востока. С юга и востока к детинцу примыкал окольный город площадью 1,5 га, укреплённый валом высотой до 5 м и рвом шириной около 10 м. Существовал и второй окольный город площадью 2 га, следы которого прослеживаются до наших дней. К югу и востоку от городища находились посады. Крепость была защищена с западной и северной сторон речной поймой, с восточной — глубоким оврагом.

## История
Первые укрепления Дорогобужа были сооружены в первой половине или середине X века на месте славянского поселения VIII—IX веков. В крепости жили воины дружинники наряду с ремесленниками и торговцами. Расположение на важном Киево-Белзском пути создавал условия для быстрого развития Дорогобужа. Во второй половине XI века детинец был перестроен и укреплён. В конце XI века Дорогобуж был выделен в удел Давыду Игоревичу. С его правлением связаны многочисленные реконструкции крепости, превратившейся в княжескую резиденцию. Княжеский двор был построен в центре детинца. Вокруг него жили представители военно-феодальной знати. Следующий этап в истории Дорогобужа был связан с княжением Владимира Андреевича (1150—1152, 1156—1170), который существенно расширил территорию детинца. Общая площадь города увеличилась до 30 га. На западной околице была построена каменная Успенская церковь, фрагменты которой сохраняются в дошедшей до наших дней Успенской церкви, построенной Констанином Острожским в конце XVI века. Дорогобуж был уничтожен во время монгольского нашествия на Русь, о чём свидетельствуют многочисленные археологические находки.